# Коулбрук (Нью-Гемпшир)
Коулбрук (англ. Colebrook) — місто (англ. town) в США, в окрузі Коос штату Нью-Гемпшир. Населення — 2084 особи (2020).

### Клімат
| Клімат : Коулбрук       | Клімат : Коулбрук | Клімат : Коулбрук | Клімат : Коулбрук | Клімат : Коулбрук | Клімат : Коулбрук | Клімат : Коулбрук | Клімат : Коулбрук | Клімат : Коулбрук | Клімат : Коулбрук | Клімат : Коулбрук | Клімат : Коулбрук | Клімат : Коулбрук | Клімат : Коулбрук |
| Показник                | Січ.              | Лют.              | Бер.              | Квіт.             | Трав.             | Черв.             | Лип.              | Серп.             | Вер.              | Жовт.             | Лист.             | Груд.             | Рік               |
| Абсолютний максимум, °C | 16,1              | 17,2              | 26,1              | 30,0              | 32,2              | 33,9              | 34,4              | 35,0              | 34,4              | 27,2              | 21,7              | 18,3              | 35,0              |
| Середній максимум, °C   | −4,6              | −2,8              | 2,8               | 10,0              | 18,1              | 22,6              | 25,2              | 23,8              | 18,9              | 12,3              | 4,9               | −1,9              | 10,8              |
| Середній мінімум, °C    | −17,7             | −17,1             | −9,6              | −2,1              | 4,2               | 9,6               | 12,1              | 10,9              | 6,7               | 0,3               | −4,9              | −12,8             | −1,6              |
| Абсолютний мінімум, °C  | −40               | −41,1             | −33,9             | −22,2             | −8,3              | −2,8              | −0,6              | −1,7              | −7,8              | −13,9             | −25               | −38,9             | −41,1             |
| Норма опадів, мм        | 72                | 50                | 67                | 67                | 98                | 105               | 105               | 113               | 94                | 86                | 87                | 71                | 1015              |
| ----------------------- | ----------------- | ----------------- | ----------------- | ----------------- | ----------------- | ----------------- | ----------------- | ----------------- | ----------------- | ----------------- | ----------------- | ----------------- | ----------------- |
| Джерело: NOAA           |                   |                   |                   |                   |                   |                   |                   |                   |                   |                   |                   |                   |                   |

## Демографія
Згідно з переписом 2010 року, у місті мешкала 2301 особа в 1073 домогосподарствах у складі 612 родин. Було 1429 помешкань
Расовий склад населення:
| - 97,4 % — білих - 0,7 % — азіатів - 0,3 % — корінних американців - 0,2 % — чорних або афроамериканців |

До двох чи більше рас належало 1,2 %. Частка іспаномовних становила 1,2 % від усіх жителів.
За віковим діапазоном населення розподілялося таким чином: 19,5 % — особи молодші 18 років, 60,9 % — особи у віці 18—64 років, 19,6 % — особи у віці 65 років та старші. Медіана віку мешканця становила 45,8 року. На 100 осіб жіночої статі у місті припадало 97,0 чоловіків;  на 100 жінок у віці від 18 років та старших — 95,7 чоловіків також старших 18 років.
Середній дохід на одне домашнє господарство  становив 58 418 доларів США (медіана — 46 078), а середній дохід на одну сім'ю — 67 421 долар (медіана — 55 500). Медіана доходів становила 42 284 долари для чоловіків та 32 788 доларів для жінок. За межею бідності перебувало 16,2 % осіб, у тому числі 29,8 % дітей у віці до 18 років та 3,2 % осіб у віці 65 років та старших.
Цивільне працевлаштоване населення становило 1142 особи. Основні галузі зайнятості: освіта, охорона здоров'я та соціальна допомога — 24,3 %, сільське господарство, лісництво, риболовля — 10,5 %, мистецтво, розваги та відпочинок — 10,2 %.